# Lauratonema obtusicaudatum
Lauratonema obtusicaudatum is een rondwormensoort uit de familie van de Lauratonematidae. De wetenschappelijke naam van de soort is voor het eerst geldig gepubliceerd in 1961 door Murphy & Jensen.